# Zellertal
Zellertal är en kommun i Donnersbergkreis i förbundslandet Rheinland-Pfalz i Tyskland. Kommunen bildades 31 december 1975 genom en sammanslagning av kommunerna Harxheim, Niefernheim och Zell.
Kommunen ingår i kommunalförbundet Verbandsgemeinde Göllheim tillsammans med ytterligare 12 kommuner.